# Atto di dolore
Atto di dolore er en italiensk film fra 1990 af Pasquale Squitieri.

## Medvirkende
- Claudia Cardinale som Elena
- Bruno Cremer som Armando
- Karl Zinny som Sandro
- Giulia Boschi som Martina
- Memè Perlini som Ramella
- Ferruccio De Ceresa som Salvi
- Enrico Lo Verso som Geraci
- Clara Colosimo som Cini
- Gabriele Muccino som Zico